# CBM 4022

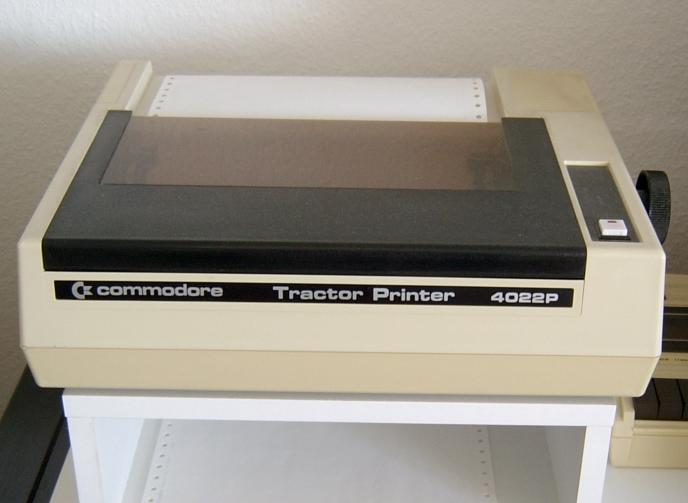
Drucker CBM 4022

Der Matrixdrucker CBM 4022 (bzw. CBM 4022P) von Commodore International wurde für die  CBM-3000-Serie, CBM-4000-Serie und CBM-8000-Serie eingesetzt und weist folgende Eigenschaften auf:
- Druckgeschwindigkeit: 30 Zeilen pro Minute bei 80 Zeichen je Zeile
- Druckrichtung unidirektional, CBM 4022P bidirektional (und war damit schneller)
- Schriftart: 6 × 8 Punktematrix
- Schreibdichte: 10 Zeichen je Zoll
- Zeilenabstand: programmierbar
- Zeichengröße: Höhe = 2,8 mm (0,11 ″), Breite = 2 mm (0,08 ″)
- Farbbandtyp: Kassette mit einer Lebenserwartung von 2 Millionen Zeichen
- Endlospapier mit 10 Zoll Papierbreite, Traktorführung
- Druckerbefehle und Formatierungsbefehle mit dem Commodore-BASIC programmierbar
- Anschluss über IEEE-488-Schnittstelle
- Austausch des CBM-ASCII-Codes durch einen erweiterten ASCII-Code mit deutschen Umlauten war möglich (Wechsel des Speicherbausteins)

Das Nachfolgemodell war der Drucker CBM 4023 mit ähnlichen Eigenschaften.